# Landolphia violacea
Landolphia violacea är en oleanderväxtart som först beskrevs av Karl Moritz Schumann och Hallier f., och fick sitt nu gällande namn av Marcel Pichon. Landolphia violacea ingår i släktet Landolphia och familjen oleanderväxter. Inga underarter finns listade i Catalogue of Life.